# Elkan Fränkel
Elkan Fränkel (* 1654 in Wien; † 1720 in Wülzburg) war ein deutscher Hoffaktor in Fürth und in der Markgrafschaft Ansbach.

## Leben
Elkan war der Sohn des Rabbiners Enoch Levi, der in einer guten Partie Ritschel, Tochter des Wiener Bankiers Jakob Koppel, geheiratet hatte, und gehörte zur jüdischen Elite Wiens. Nach der Ausweisung 1670 zog er nach Fürth, wo bereits viele Juden lebten. Dort gab es zwei miteinander zerstrittene Parteien, eine Minderheit neigte zum Markgrafen von Ansbach, die Mehrheit zum Bischof von Bamberg. Fränkel profitierte von diesem Konflikt, als er 1703 für das Haus Ansbach eintrat. Er stellte sich dem neuen Markgrafen Wilhelm Friedrich vor, um in dessen Interesse die Gemeinde besser zu kontrollieren.
Im Gegenzug wurde Fränkel 1704 Barnoss (vom hebräischen Wort Parnas), Anführer der Partei für Ansbach, und 1708 Oberbarnoss der ganzen Gemeinde. Dabei stieg er zum umfassenden Finanzberater und Hoffaktor des Markgrafen auf. Das schuf ihm viele Feinde unter Juden und Christen. Sein jüngerer Bruder, der Rabbiner Zwi Hirsch (1662–1739?) aus Fürth, wurde 1708 gleichzeitig Oberrabbiner in der Markgrafschaft Ansbach. Dort verdrängte Elkan mit Unterschlagungsvorwürfen 1708 den Hofjuden Marx Model, dessen Familie sich dafür revanchieren wollte.
Im Februar 1712 wurden Elkan und Zwi Hirsch Fränkel nach einer Denunziation durch einen Konvertiten Ischay Fränkel verhaftet: Elkan traf der Vorwurf, im Besitz blasphemischer Bücher zu sein, den Hof politisch zu beeinflussen und öffentliche Mittel veruntreut zu haben. Zwi Hirsch soll ein Hexenbuch verfasst haben. Ein persönlicher Feind leitete die Untersuchungskommission. Elkan wurde in Haft genommen und kam in Einzelhaft. Trotz fehlender Beweise wurden die Vorwürfe für wahr erklärt. Der Markgraf schützte ihn nicht, sondern verurteilte ihn zu Stäupung, lebenslanger Haft, Vermögenseinzug und Vertreibung der Familie. Auch der Rabbiner Zwi Hirsch blieb bis 1723 in Haft und starb um 1739 in Georgensgmünd, wo eine Gemeinde mit einer Synagoge bestand.
Am 2. November 1712 fand sich eine bedeutende Menge auf dem Marktplatz ein, um der öffentlichen Strafe beizuwohnen. Nach Entblößung des Rückens wurden ihm neun Rutenschläge versetzt, dann wurde er in die Feste Wülzburg verbracht. Dort starb er 1720 in Ketten.

## Einzelbelege
1. ↑  Es werden mehrere Geburtsjahre zwischen 1653 und 1657 genannt. Nach den aktuellen Beiträgen von Gath und Talabardon (Literatur) war es 1654.
2. ↑  Auch genannt Chaddai Chanoch Halevi Fränkel, 1620–90, 1670 aus Wien geflohen, Oberrabbiner im Hochstift Bamberg 1674–78.
3. ↑  Ritschel, Tochter des Koppel Sg"L, Ehefrau des Chanoch Sg"L (1680) – Hanau. Jüdische Grabstätten in Hessen.  In: Landesgeschichtliches Informationssystem Hessen (LAGIS).
4. ↑  Family tree of Elkan Elhanan FRÄNKEL. Abgerufen am 22. März 2020 (französisch).
5. ↑  Nicht zu verwechseln mit dem in Fürth 1683 geborenen Drucker Zwi Hirsch ben Chajim, der in Wilhermsdorf von 1712 bis 1739 eine hohenlohische Druckerei betrieb. bevor er wieder nach Fürth zurückging. Die hebräischen Druckereien von Wilhermsdorf
6. ↑  Michaela Schmölz-Häberlein: Jüdisches Leben in der Region: Herrschaft, Wirtschaft und Gesellschaft im Süden des Alten Reiches. Ergon Verlag, Baden-Baden 2018, S. 344.

| Personendaten    | Personendaten                   |
| ---------------- | ------------------------------- |
| NAME             | Fränkel, Elkan                  |
| ALTERNATIVNAMEN  | Fränkel, Elhanan                |
| KURZBESCHREIBUNG | Fürther und Ansbacher Hoffaktor |
| GEBURTSDATUM     | 1654                            |
| GEBURTSORT       | Wien                            |
| STERBEDATUM      | 1720                            |
| STERBEORT        | Wülzburg                        |